# Astwood, Buckinghamshire

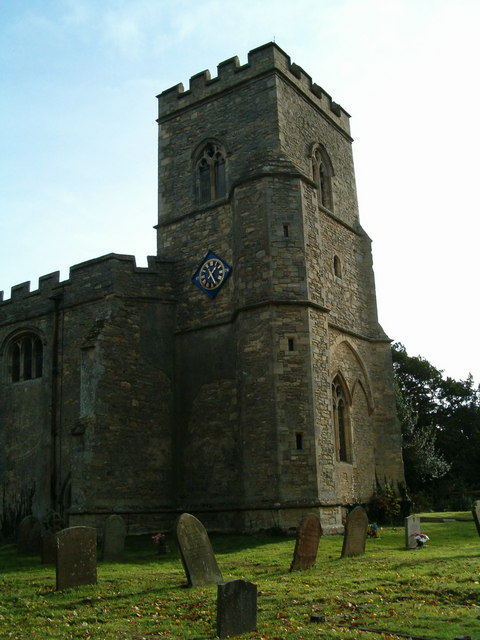
La iglesia de San Pedro, Astwood

Astwood es una aldea en la unidad autoritaria del Municipio de Milton Keynes en Buckinghamshire.
Tiene una iglesia (secularizada desde 2015) que data del duodécimo siglo. Ahora está destinada para ser una residencia privada.